# Cristoforo Torelli
Pour les articles homonymes, voir Torelli.

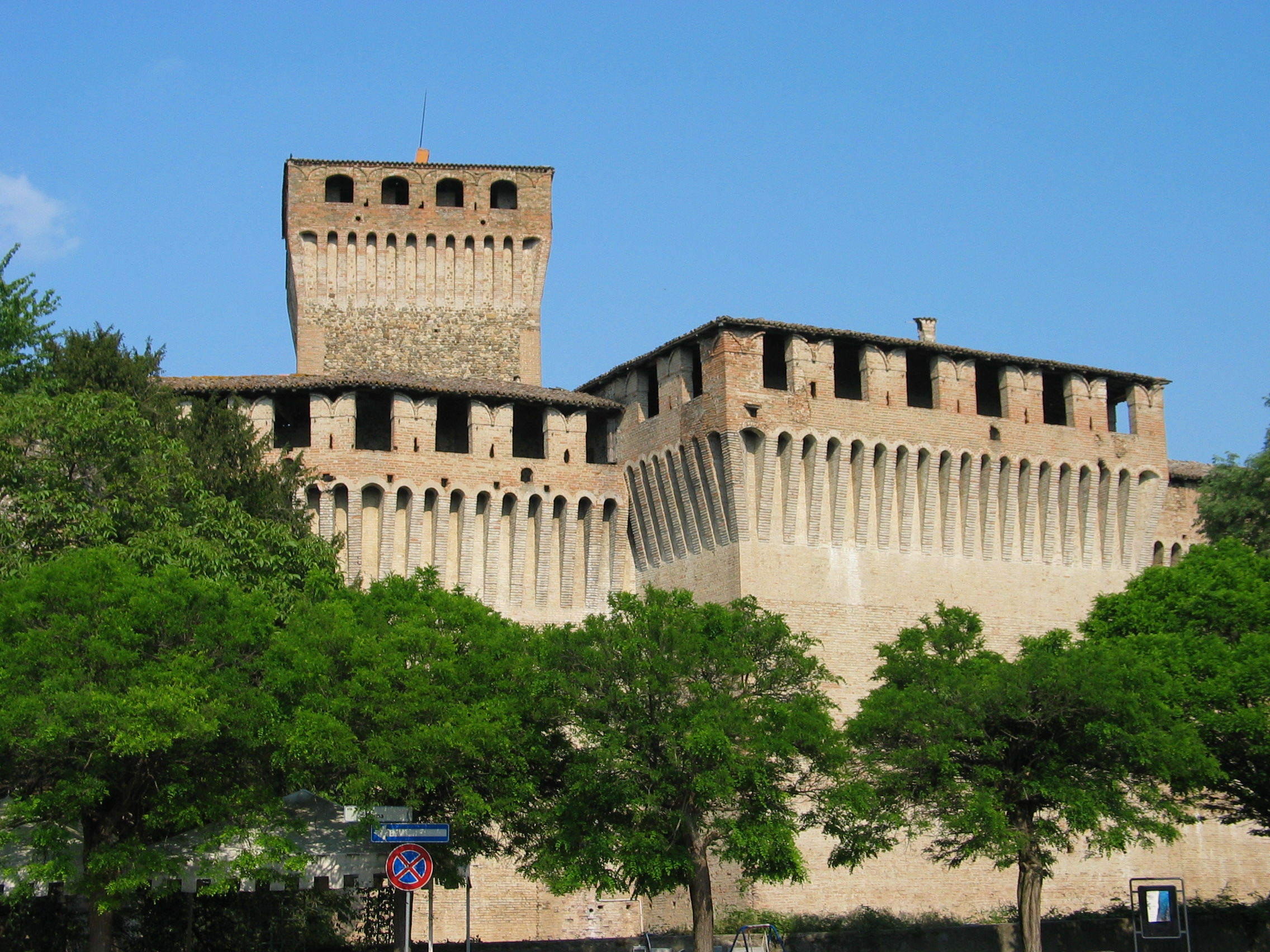
Le château de Montechiarugolo.

Cristoforo Torelli (né à Guastalla et mort à Montechiarugolo le 6 mars 1460) fut comte de Guastalla et de Montechiarugolo.

## Biographie
Fils ainé de Guido, comte de Guastalla, Cristoforo Torelli succède, avec son frère Pietro Guido après la mort de leur père, sur le trône du comté de Guastalla.
Après quelques années de règne avec son frère, les désaccords ne tardent pas à se faire sentir ce qui conduit, en 1456, à la division des domaines. Cristoforo reçoit le comté de Montechiarugolo et son château en plus des seigneuries de Casei, Cornale, Luzzara, Castelnuovo et diverses autres propriétés dans la région de Mantoue. Cette séparation donne naissance ainsi à la branche de Torelli, comte de Montechiarugolo.
Il se retire à Montechiarugolo avec son épouse Taddea Pio, fille de Marco, seigneur de Carpi où il est au service de la maison des Sforza, ducs de Milan, de qui il reçoit en 1456 le titre de marquis pour ses comtés de Casei et Cornale.
Après sa mort, qui intervient à Montechiarugolo le 6 mars 1460, il est enterré à Mantoue, auprès de ses ancêtres, dans l'église San Francesco.

## Descendance
Cristoforo et Taddea eurent six garçons : 
- Marcantonio, mort sans postérité,
- Marsilio, qui fut comte de Montechiarugolo, après son frère
- Giacobo, qui eut pour épouse une fille de Spinetta Malaspina, marquis de Fivizzano, et mourut sans postérité
- Amurath, marié à une autre fille du marquis de Fivizzano, mort en septembre 1483
- Guido, destiné d'abord à l'Église et protonotaire apostolique, dignité alors regardée comme la première après celle de cardinal, qu'il quitta, pour épouser Feancesca Bentivoglio, fille de Giovanni II Bentivoglio, seigneur de Bologne,
- Giovanni Antonio, souche de la branche établie au royaume de Napies.

et sept filles :
- Elena qui épousa, du vivant de son père, Uguccione Rangone de Modène,
- Anaslasia, alliée à Giovanni Luigi, marquis de Pallavicini,
- Aida, femme de Giorgio Gonzague
- Caterina, mariée à Giovanni Pietro de Gonzague,
- Taddea, femme de René de Trivulce, frère de Jacques de Trivulce, maréchal de France,
- Bianca
- Bernardina.

De ces deux dernières, l'une fut mariée à Battista di Campofregoso, doge de Gênes de 1478-1483.